# Charte constitutionnelle

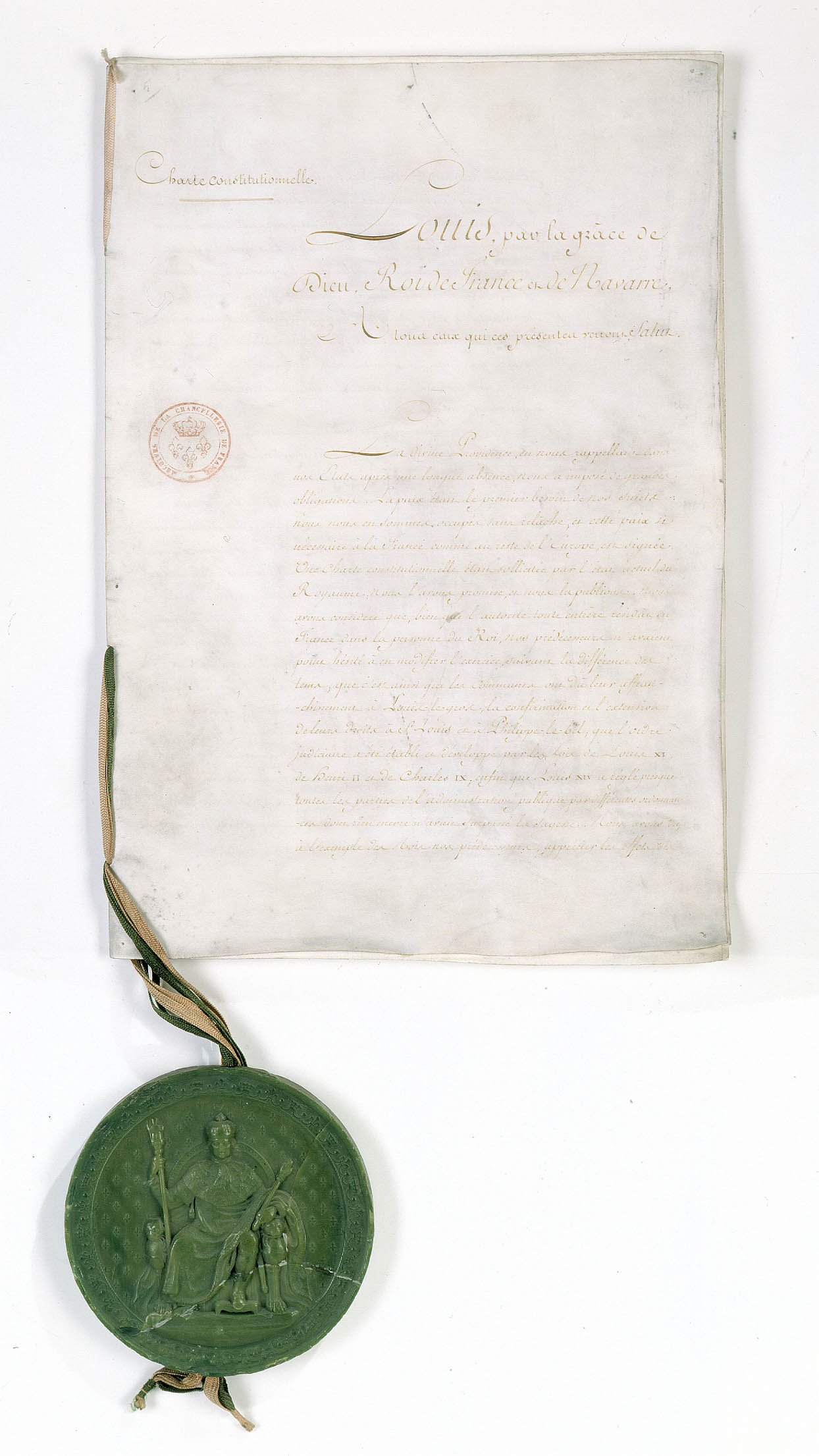
Original der Urkunde der Charte constitutionnelle von 1814

Die Charte constitutionnelle war seit 1814 die Verfassung des restaurierten Königreichs Frankreich.

## Inhalte
Im Unterschied zu den Verfassungen der Revolutionszeit beruhte die Charte nicht auf dem Prinzip der Volkssouveränität oder der Vereinbarung zwischen Volk und Monarch, sondern wurde von Ludwig XVIII. anlässlich seiner Thronbesteigung am 4. Juni 1814 auf Grundlage seiner monarchischen Macht erlassen. Die programmatische Präambel im Sinne der Restauration stammte im Wesentlichen von Jacques Claude Beugnot.
Immerhin war der Monarch seither an die Verfassung gebunden. Sie garantierte – ungeachtet des bei dieser Gelegenheit erfolgten Apostolischen Schreibens Papst Pius VII. Post tam diuturnas – zentrale Grundrechte wie das der Gleichheit vor dem Gesetz, die individuelle Meinungs-, Presse- und Religionsfreiheit. Bei aller Distanzierung von den Prinzipien der Revolution knüpfte die Charte constitutionnelle dennoch an die politischen und administrativen Neuerungen der Jahre 1789 bis 1814 inhaltlich an.
Sie legte die Grundlage für ein konstitutionelles System mit einer starken monarchischen Spitze. Der König war bei Ernennung und Entlassung seiner Minister frei, er behielt die Kontrolle über Armee und Marine, die Entscheidungsfreiheit über Krieg und Frieden und er hatte das Recht, diplomatische Verträge abzuschließen. Im Notfall hatte er weit reichende Ordnungsvollmachten.
Dem stand ein vergleichsweise schwaches Zweikammernparlament gegenüber. Dieses bestand aus einer Deputierten- und einer Pairskammer. Das Parlament hatte das Recht Steuern und Gesetze zu bewilligen. Die Minister waren dem Parlament gegenüber verantwortlich. Die Pairs als Mitglied einer Art Oberhaus waren erbliche Sitze oder wurden vom König auf Lebenszeit ernannt. Die Deputierten gingen aus Wahlen hervor. Das Wahlrecht wurde dabei durch Zensus allerdings stark eingeschränkt. Das aktive Wahlrecht lag bei einem Zensus von 300 Franc im Jahr. Insgesamt waren in Frankreich nur etwa 100.000 Personen wahlberechtigt. Das passive Wahlrecht lag bei 1000 Franc und setzte das Erreichen eines Alters von 40 Jahren voraus. Wählbar war daher nur eine Minderheit von 15.000 Personen.
Die Schwäche des Parlaments bestand auch darin, dass der König das Recht zur Einberufung, Vertagung und Auflösung hatte. Auch lag die Gesetzesinitiative bei der Krone.
Nach dem kurzen Zwischenspiel der napoleonischen hundert Tage und einer revidierten Verfassung des Kaiserreichs galt die Charte constitutionnelle bis zur Julirevolution von 1830. In der Folge wurde sie durch eine gleichnamige Verfassung ersetzt. Diese unterschied sich nur in wenigen Punkten von der ersten Fassung. Gestrichen wurde etwa der Notstandsartikel. Außerdem erhielt neben der Krone nun auch das Parlament das Recht zur Gesetzesinitiative. Ein weiterer Unterschied war, dass sie nun auf einer Vereinbarung zwischen König Louis-Philippe I. und dem Volk beruhte. Noch immer blieb das aktive und passive Wahlrecht stark eingeschränkt. Die Verfassung der Julimonarchie blieb bis zur Februarrevolution von 1848 in Kraft.
Insbesondere die erste Charte diente in der ersten Hälfte des 19. Jahrhunderts der gemäßigt liberalen Bewegung als Vorbild. Dagegen orientierten sich die entschiedenen Liberalen eher an der spanischen Verfassung von Cádiz aus dem Jahr 1812.